# Vierge au parasol
La Vierge au parasol est une statue de l'île de La Réunion, département d'outre-mer français dans le sud-ouest de l'océan Indien. Représentant une Vierge munie d'un parasol, elle est vénérée par certains catholiques réunionnais pour la protection qu'elle leur accorderait face aux éruptions du piton de la Fournaise, le volcan actif de l'île.

## Histoire
La statue était autrefois installée au Grand Brûlé, à portée immédiate des coulées de lave qui parcourent l'Enclos Fouqué jusqu'à la mer. Menacée d'engloutissement au cours d'une éruption dans les années 2000, elle a été plusieurs fois déplacée pour finalement se retrouver à côté de l'église Notre-Dame-des-Laves, une église de la commune de Sainte-Rose elle-même menacée par les laves, mais épargnée de justesse, en 1977.
Le 8 janvier 2014, la statue a été décapitée par des inconnus. Sa réplique en résine installée au Grand Brûlé est vandalisée le 28 avril 2015, taguée à la peinture rouge avec, entre autres, l’inscription « Satan est de retour ».